# صيفور آباد (قلعة خواجة)
صيفور آباد (بالفارسية: صیفورآباد) هي منطقة سكنية تقع في إيران في قسم قلعة خواجة الريفي.